# Takedown

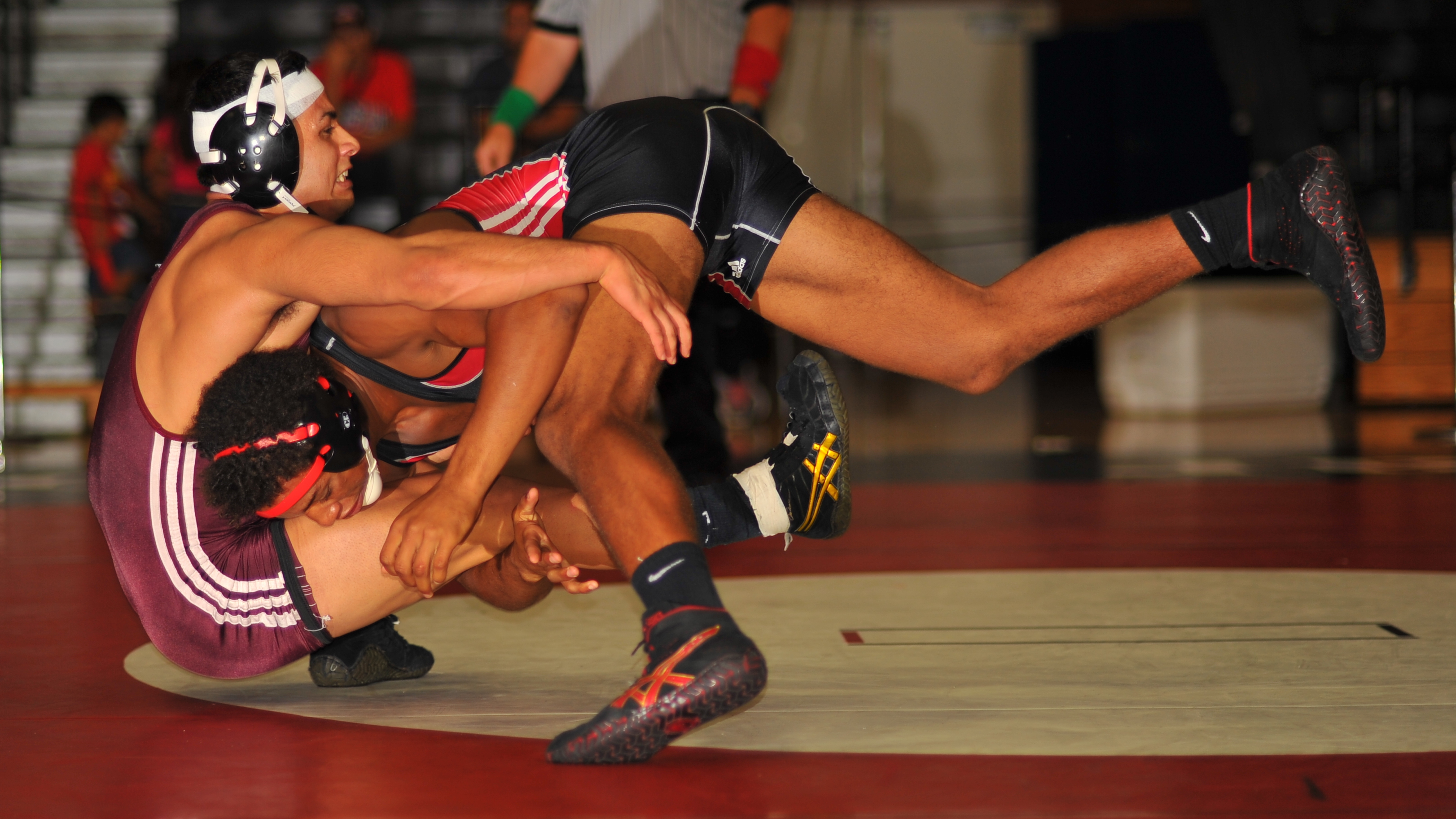
Un single-leg takedown en una competició de lluita col·legial

Un takedown és una tècnica que consisteix a desequilibrar un oponent i portar-lo a terra amb l'atacant aterrant a sobre. Els takedowns solen distingir-se de les projeccions per l'amplitud i l'impacte, on el propòsit d'un llançament és eliminar definitivament l'oponent, mentre que el propòsit d'un enderroc és fer caure l'oponent a terra, assumir una posició dominant i després acabar-los amb luxació, asfixia o ground and pound.